# Jîlînți, Șepetivka
Jîlînți (în ucraineană Жилинці) este un sat în comuna Plesna din raionul Șepetivka, regiunea Hmelnîțkîi, Ucraina.

## Demografie
Componența lingvistică a localității Jîlînți
     Ucraineană (97,55%)
     Rusă (1,63%)
     Alte limbi (0,4%)
Conform recensământului din 2001, majoritatea populației localității Jîlînți era vorbitoare de ucraineană (97,55%), existând în minoritate și vorbitori de rusă (1,63%).